# Université d'État Tarleton
L'université d'État Tarleton (en anglais : Tarleton State University) est une université publique d'état située à Stephenville au Texas. Elle fut fondée en 1889 sous le nom de John Tarleton Agricultural College et intégra le Texas A&M University System en 1917.

## Généralités
Elle a été fondée en 1899, par John Tarleton, mais elle a obtenu le statut d'université en 1973.
Elle est située à une heure de Fort Worth, à Stephenville. Stephenville compte une population d'environ 15 000 habitants.

## Campus
De nombreux investissements ont été réalisés ces dernières années.
Un nouveau centre de sport avec des salles de musculation, des pistes et une salle de gym, a ouvert en automne 2007. Le bâtiment de deux étages possède quatre courts de squash, une salle de musculation, des appareils de cardio ainsi que des salles polyvalentes, des salles de classe et des bureaux. Le nouvel établissement abrite également un mur d'escalade.
Un nouveau bâtiment de sciences, incluant un planétarium et un observatoire, a été construit pour un montant de 31 millions de dollars, alors que l’ancien bâtiment connaissait une rénovation de 13 millions de dollars.
La Dick Smith Library dispose de 200 ordinateurs pour les étudiants et de nombreux équipements audiovisuels.

## Sports
De 1994 à 2020, les équipes de l’université (les Texans de Tarleton State) évoluent au sein de la Lone Star Conference (LSC), en Division II de la NCAA. Le 12 novembre 2019, l’Université annonce accepter l’invitation de la Western Athletic Conference et rejoindre ainsi la Division I à compter du 1er juillet 2020.
En 16 années de présence en DII, les Texans ont remporté 36 championnats LSC, 9 tournois du championnat LSC et 14 championnats régionaux à travers 14 différents sports. 
Les différentes équipes sportives disposent d’installations dédiées. L’équipe de football joue au Memorial Stadium, l’équipe de base-ball au Cecil Ballow Baseball Complex, les équipes de basket-ball et de volley-ball au Wisdom Gym.

## Élèves célèbres
- Ryan Bingham, chanteur
- Ben Barnes, gouverneur du Texas
- Richard Bartel, football
- James Dearth, football
- Keivan Deravi, économiste
- Bob Glasgow, sénateur du Texas
- Rick Hardcastle, sénateur du Texas
- Millie Hughes-Fulford, astronaute
- George Kennedy, acteur
- James Earl Rudder, commandant du 2d bataillon de Rangers (bataille de la Pointe du Hoc, 6 juin 1944), 16e président de la Texas A&M University
- Randy Winkler, basket
- Marvin Zindler, reporter